# 1967-es Giro d’Italia
Az 1967-es Giro d’Italia volt az 50. olasz kerékpáros körverseny. Május 20-án kezdődött és június 11-én ért véget. Végső győztes az olasz Felice Gimondi lett.

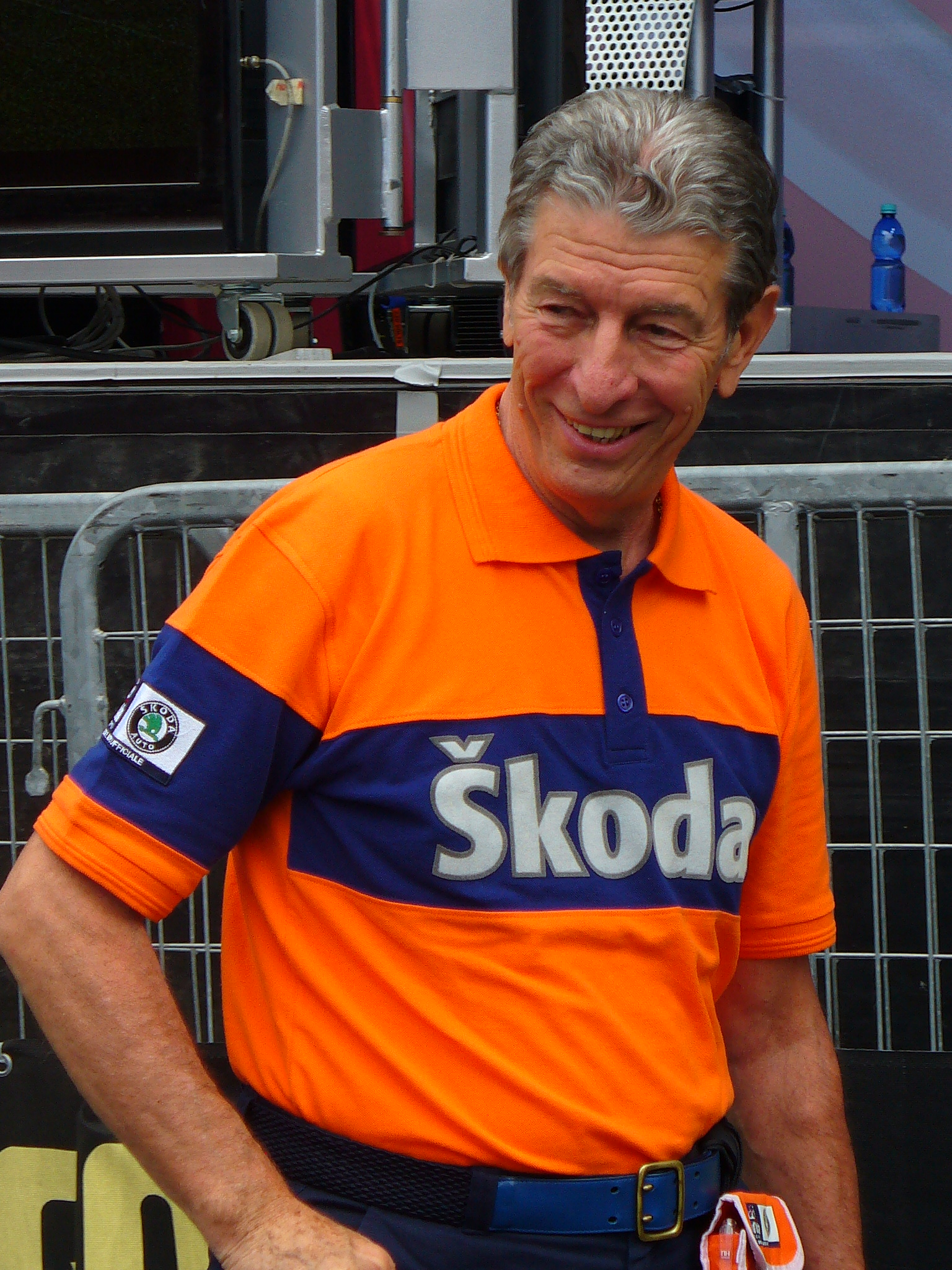
Felice Gimondi 2009-ben

## Végeredmény
|    | Versenyző                 | Idő            |
| -- | ------------------------- | -------------- |
| 1  | Felice Gimondi            | 101 óra 05' 34 |
| 2  | Franco Balmamion          | + 3' 36        |
| 3  | Jacques Anquetil          | + 3' 45        |
| 4  | Vittorio Adorni           | + 4' 33        |
| 5  | José Pérez Frances        | + 5' 17        |
| 6  | Gianni Motta              | + 6' 21        |
| 7  | Lucien Aimar              | + 7' 25        |
| 8  | Francisco Gabicagogeascoa | + 9' 43        |
| 9  | Eddy Merckx               | + 11' 41       |
| 10 | Eusebio Velez             | + 15' 00       |